# Länsväg O 2221

Länsväg O 2221 är en övrig länsväg som går i Västra Götalands län, Sverige, mellan E45 vid Solberg norr om Mellerud och Tisselskog, Bengtsfors kommun. Vägen passerar genom tätorterna Åsensbruk och Håverud. 
På sträckan Mellerud-Håverud är vägen sju-åtta meter bred. I Håverud passerar vägen över Håverudsbron (byggd 1992), en bågbro med läge över Dalslands kanal. Bron vann vackra vägars pris 1992.
Sträckan Håverud-Tisselskog är en av Sveriges vildaste vägar, med backar upp till 21% lutning, och mycket kurvor. Vägen kallas "Brudfjällsvägen" och har utnämnts till Sveriges roligaste väg av TV-programmet Motorjournalen. 
Vägen byggdes på 1830-talet för Upperuds bruks behov. Den var under lång tid innan dess en rid- och gångstig. Namnet "Brudfjällsvägen" kommer från bergsområdet "Brudfjället", även skrivet "Brurefjället". Det finns en urgammal sägen om ett brudpar med släktingar som blev överfallna längs stigen.